# 10996 Armandspitz
A 10996 Armandspitz (ideiglenes jelöléssel 1978 NX7) egy kisbolygó a Naprendszerben. Schelte J. Bus fedezte fel 1978. július 7-én.